# Chiesiola
Chiesiola è una frazione del comune di Bedonia, in provincia di Parma.
La località dista 6,57 km dal capoluogo in linea d'aria e 12,5 km tramite la strada provinciale SP81 e SP359R.

## Geografia fisica
Il paese è situato in alta Val Ceno ed è posto a 837 metri sopra il livello del mare sopra un crinale del versante nord del monte Orocco (afferente al massiccio del più noto Monte Penna) alla cui sinistra scorre il fiume Ceno e alla destra di un suo affluente il Rio Marengo (o Rì). Per quanto oggi la popolazione residente sia ridotta a poche unità, il paese ebbe un passato di rilievo nel suo contesto, tanto che alcune località minori possono essere indicate come sue frazioni:
- “il Casone” sul fianco sinistro del crinale, a 918 metri di altitudine, in val Ceno, posto sulla strada (oggi mulattiera) che un tempo collegava Chiesiola a Spora
- “le Galère” in val Ceno, a 851 metri sul mare, in direzione Cese, Romezzano
- “Montà”, piccolo agglomerato di abitazioni volto a est raggiungibile, poco prima del paese, tramite la strada nuova
- “le Piazze”, a circa 200 m dal paese e 20 metri più sotto, sul percorso della vecchia strada che collegava Chiesiola al fondovalle.

## Storia
Le prime abitazioni erette a Chiesiola sono attribuite agli ultimi anni del 1400. Di tale periodo sono testimoni i diversi architravi in pietra di forma triangolare e su cui sono rintracciabili diverse inscrizioni, croci, fiore della vita, e alcune date: “1499 DIE 10 IULII”, “A DI 15 IUNI 1595”.
Il nome Chiesiola sta ad indicare una “piccola Chiesa”, sorta nei primi anni del XVIII secolo come cappella dipendente dalla Pieve di Calice, che a sua volta apparteneva al Monastero di S. Colombano di Bobbio. In seguito alle disposizioni del Concilio di Trento, venne eretta a parrocchia con la chiesa dedicata a S. Giovanni Battista e a cui oggi fanno riferimento altri paesi come Tomba e Fornolo. Secondo altri il nome di Chiesiola deriverebbe da piccolo gelso.
Sull'archivolto della chiesa sono incise due date: 1714 e 1914. Secondo alcune ricostruzioni la prima data è riferibile alla data di costruzione della piccola chiesa originale. La seconda ricorda la ricostruzione del portale in granito ed il portone in legno scolpito. Il campanile risalirebbe al 1700 ed è quindi antecedente, se pur di poco, all'attuale chiesa.
La statua in legno di S. Giovanni Battista, patrono di Chiesiola, conservata in chiesa, venne scolpita tra il 1840 ed il 1850 da un artista locale (Moglia delle Piazze), la cui famiglia si estinse. Morì giovane prima di terminare l'opera.
Entrando in chiesa, nelle prime cappelle a destra e a sinistra, ancone a stucco con due coppie di colonne lisce e tortili (inizio Settecento). Importante l'altare maggiore in marmi, tipicamente di arte ligure (verso l'ultimo decennio del Settecento), forse di quel Giuseppe Solari che attuò l'esemplare molto simile a Montarsiccio. Caratteristico il baldacchino espositivo che sovrastava il tabernacolo e che è stato trasferito nei depositi. Sempre riferibili al XVIII secolo sono i sedili del coro, a struttura architettonica alleggerita da intagli così come, in sagrestia, il rustico credenzone con formelle di tipo piacentino. Successivi sono il pulpito, la panca del celebrante e il confessionale, indicativamente datati ai primi del ‘900 e realizzati tramite donazioni dei chiesiolesi.
La costruzione della canonica risale al 1923, nel punto in cui esisteva un analogo edificio al tempo in pessime condizioni. Per la costruzione contribuirono, con denaro e mano d'opera, gran parte delle famiglie della parrocchia. Particolarmente generose furono le famiglie di Fornolo, sia con somme di denaro che con mano d'opera. Era allora parroco Don Dino Fattori, proveniente da famiglia benestante di S. Quirico di Albareto, che rimase a Chiesiola dal 1909 a circa il 1937.
Per quanto l’eco della politica nazionale e dell’ventennio fascista faticasse ad arrivare sui monti, l’appennino emiliano e parmense in particolare, durante il periodo di occupazione tedesca, fu luogo di fervente attività partigiana. Non fa eccezione l’alta Val Ceno che ebbe la sua banda partigiana: il gruppo “Penna” operante tra Bedonia e l’alta Val Ceno e che, nella primavera del 1944, aveva la sua base proprio nella canonica di Chiesiola. Non è un caso quindi che il monte Orocco ed in particolare i prati sopra Chiesiola e le Galère, sia stato il luogo dove avvenne il primo lancio aereo degli alleati ai partigiani intorno al febbraio del 1944.
In merito alla popolazione si può tenere presente quanto Mons. Domenico Ponzini ha pubblicato sull’Araldo (Febbr. 1990, pag. 24-25): nel 1628 vi erano 60 persone; nel 1914: 250; nel 1939: 225 e nel 1986: 45.

## Monumenti e luoghi d'interesse

### Chiesa di San Giovanni Battista

Chiesa di San Giovanni Battista

Menzionata per la prima volta nel 1369, la chiesa, elevata a parrocchia autonoma nella seconda metà del XVI secolo, fu completamente ricostruita in forme barocche nel 1714 e restaurata nel 1914; al suo interno, riccamente decorato con affreschi, sono conservate alcune opere di pregio, tra cui l'altare maggiore marmoreo settecentesco, due ancone barocche in stucco e arredi risalenti agli inizi del XVIII secolo.

### Oratorio di San Bartolomeo

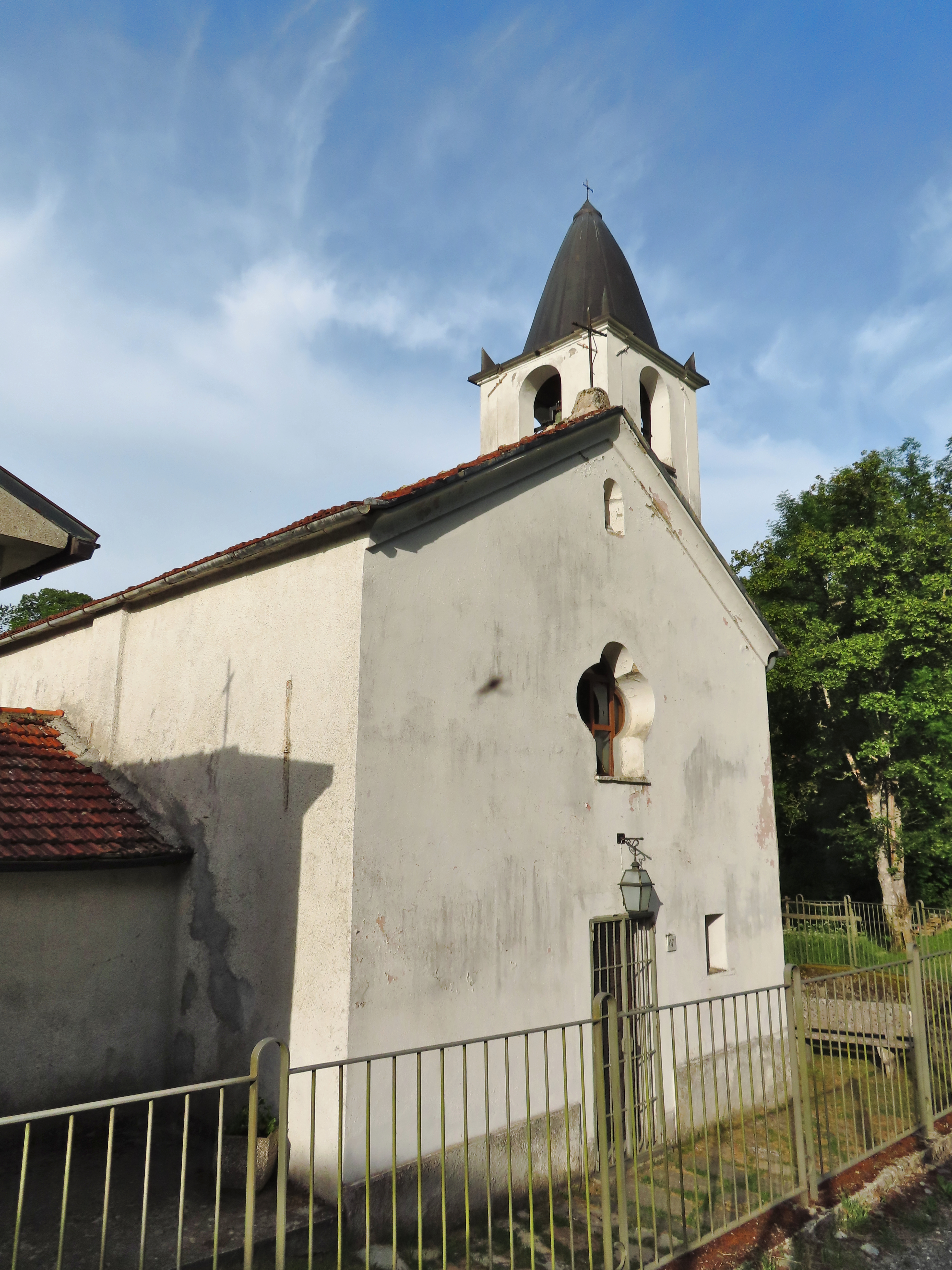
Oratorio di San Bartolomeo

Edificato in epoca medievale e ricostruito nel XIV secolo, l'oratorio di Tomba di Chiesiola fu ricostruito o ristrutturato in stile barocco tra il XVIII e il XIX secolo e dotato di campanile intorno alla metà del XX; al suo interno conserva alcune statue e una pala d'altare raffigurante San Bartolomeo.

## Economia
Fino agli ultimi anni del 1900 l’agricoltura è stata la principale forma di sostentamento che avevano le famiglie, la produzione riguardava frumento, granoturco, patate, ortaggi e frutta (mele e pere soprattutto) ed in particolare alcuni legumi come i fagioli, i piselli e i ceci. Oltre a queste attività si aggiungevano altre ancillari, tese a sfruttare ogni risorsa del territorio e dei boschi circostanti: veniva prodotto olio lampante da noci e semi di faggio, miele millefiori, castagni da cui si ricavava, oltre a legna da ardere, legname da opera e, in anni più recenti il tannino per la concia delle pelli, castagne da cui si ricavava la farina e funghi.
Menzione particolare va alla produzione di latte vaccino che, se non immediatamente consumato veniva trasformato in burro o altri formaggi. Più recentemente il latte veniva ritirato da caseifici locali per la produzione del caratteristico Parmigiano Reggiano. Ovviamente l’allevamento di vacche implicava anche la produzione di foraggio e paglia.
Con l’avvento della produzione industriale e quindi la crescente domanda di energia delle fabbriche, i boschi vicini a Chiesiola divennero luogo di produzione di carbone da legna spesso operato da famiglie provenienti dalla bergamasca e dal veneto che non avevano fissa dimora ma si spostavano di bosco in bosco. Occasionalmente, per usi locali, si produceva calce ricavata dalla cottura di pietre locali.
Attualmente Chiesiola conta pochissimi abitanti permanenti, per lo più legati alle residue attività agricole quali, per esempio la raccolta di legname da ardere. Da tempo è cessato l'allevamento di vacche e la produzione di latte, resiste l'allevamento di animali da cortile come galline e conigli sempre e comunque legati al mero sostentamento del nucleo famigliare. Oggi la località è per lo più frequentata durante i mesi estivi, quando diversi villeggianti (in gran parte nipoti e pronipoti delle famiglie che vi abitavano un tempo) vi trascorrono le loro ferie estive, godendo del clima fresco e delle opportunità date dai boschi e montagne limitrofi.